# Vincenzo
Vincenzo är ett italienskt mansnamn. Det är den italienska formen av det gamla romerska namnet Vincentius.

## Personer med namnet
- Vincenzo Albrici
- Vincenzo Coronelli (1650–1718), italiensk kartograf och globmakare
- Vincenzo Galilei
- Vincenzo Iaquinta
- Vincenzo Modica
- Vincenzo Sospiri